# Arxiu Arbocenc
L'Arxiu Arbocenc és una obra del municipi de l'Arboç inclosa en l'Inventari del Patrimoni Arquitectònic de Catalunya.

## Descripció
És un edifici de petites dimensions i compost de tres plantes. Els baixos són ocupats per l'arxiu i consten d'un arc de mig punt adovellat molt restaurat i d'una finestra amb la data 1689 a la llinda. La planta noble, utilitzada com habitatge, presenta una finestra rectangular. Les golfes tenen dues finestres quadrades.

## Història
L'arxiu arbocenc, o bé el Centre d'Estudis Locals i Comarcals iniciat l'any 1948, era dirigit pel Sr. Jané i Samsó. Actualment el regenta el seu fill. És un centre on es troba recollida i ordenada una sèrie de temàtiques sobre el poble. Així hi ha seccions de documents numismàtica i filatèlia, música i teatre, fets parroquials, folklore, moviments esportius, biografies, entre altres temes. Hi destaca, sobretot, l'hemeroteca local amb les col·locacions completes dels periòdics locals: "Creu i Aixada", "Badalota", "Fe i Vida", "El quart", etc. En una paraula, cal ressaltar la important tasca que aporta a terme aquest centre per de conservar un llegat tan important.